# میرزا موسی‌خان ناظم‌الاطبا
میرزا موسی‌خان ناظم‌الأطبا (اصفهان ۱۲۴۷، ۱۳۰۴ ق) از پزشکان معروف زمان قاجار و پزشک مأمور ولایت اصفهان بود.

## زندگی‌نامه
او تحصیلات طب را در مدسه دارالفنون به پایان رسانید و پس از چند سالی که مأمور کرمان بود، به اصفهان آمد و تا پایان عمردر آن جا ماند. نامبرده در سال ۱۳۰۴ هجری قمری درگذشت و در قبرستان تخت فولاد به خاک سپرده شد.

## آثار
او پزشکی چند کتاب تألیف کرده که از جملهٔ آنهاست: ذخائرالترکیب؛ حقایق الادویه؛ علل النساء؛ رسالهٔ حفظ صحت؛ رسالهٔ مرض آبله؛ امراض جلدی؛ رساله در مرض آتشک یا کوفت و حقایق الولاده. طبع شعری هم داشته و در اشعارش «حکیم» تخلص می‌کرده است.